# 雲谷等益
雲谷 等益（うんこく とうえき）は日本の江戸時代初期に活躍した雲谷派の絵師。雲谷等顔の子で、「雪舟四代」を名乗った。

## 生涯
雲谷等顔の次男として、安芸国広島で生まれたと推測される。10歳の時、毛利家の移封に従い、父に連れられ萩に移る。幼い頃から父から絵を習い、父の障壁画制作にも加わりながら、実地で学びつつ人脈も広げていった。慶長末から元和期には絵師として活動している。
元和4年（1618年）父・等顔が亡くなり、兄・等屋は父より先に亡くなったため、等益が雲谷派を継ぐ。父の絵が持つ武士出身らしい強い緊張感は継がなかったが、技術的には早くも父を凌ぎ、等顔の画風を整え、全体に明るく均衡のとれた静謐な画風を早くも完成させている。等益の名声は高まり、寛政3年（1626年）法橋を得る。
寛永半ばから「雪舟四代」を名乗り始める。この頃から筆線に厳しさが加わり、画面に父とはまた異なる厳しさや格調が備わるようになる。寛永14年（1637年）老いて目を悪くし、息子の等與・等爾、甥の等的の補助が必要になる。しかし、等益はこの頃までに工房組織を整えており、等益に頼らなくとも一定水準の作品を制作できるようになっていた。全国的に狩野派が席巻する中で、雲谷派が幕末まで代を重ねることが出来たのは、等益の組織化のお陰といえる。
寛永16年（1639年）には隠居し家督を等與に譲るが、晩年でも技量は衰えず、全盛期とされる寛永中期とほぼ変わらない完成度の作品を残している。寛永21年（1644年）おそらく萩で没する。享年54。萩に等益の墓はないが、生前に黄梅院に建立した供養塔が残っている。現存する作品は、楷体山水画の屏風絵が大部分を占めが、僅かに残る人物画や金碧障壁画でも十分な力量が感じられる。

## 代表作
| 作品名                                                         | 技法                 | 形状・員数    | 寸法（縦x横cm）   | 所有者                         | 年代                  | 款記・印章                                                    | 備考                                                   |
| -------------------------------------------------------------- | -------------------- | ------------- | ----------------- | ------------------------------ | --------------------- | ------------------------------------------------------------- | ------------------------------------------------------ |
| 山水図屏風                                                     | 紙本墨画淡彩         | 六曲一双      |                   | 大阪市立美術館                 | 元和末から寛永初期    |                                                               | 重要美術品                                             |
| 楼閣山水図屏風                                                 | 紙本墨画淡彩         | 六曲一双      |                   | 岡山県立美術館                 | 寛永初期              |                                                               |                                                        |
| 琴棋書画図屏風                                                 | 紙本著色             | 六曲一双      |                   | 山口県立美術館                 | 寛永中期              |                                                               |                                                        |
| 山水図屏風                                                     | 紙本墨画淡彩         | 六曲一双      |                   | 退蔵院                         | 寛永中期              | 款記「雪舟四代雲谷等益筆」                                    |                                                        |
| 山水図屏風                                                     | 紙本墨画淡彩         | 六曲一双      |                   | 高野山西禅院                   | 寛永中期              |                                                               |                                                        |
| 山水図屏風                                                     | 紙本墨画淡彩         | 六曲一双      | 159x352（各）     | 岡山県立美術館                 | 寛永中期              | 款記「雪舟四代雲谷等益筆」                                    |                                                        |
| 二十八祖像                                                     | 絹本著色             | 28幅のうち4幅 |                   | 崇福寺 (福岡市)                | 1630年（寛永7年）前後 |                                                               |                                                        |
| 釋迦三尊像                                                     | 紙本墨画             | 3幅           | 103.9x39.8（各）  | 両足院                         |                       | 無款記/「雲谷」白文瓢印・「等益」朱文方印                     |                                                        |
| 雪舟等楊像                                                     | 絹本墨画淡彩         | 1幅           |                   | 常栄寺 (山口市)                | 寛永末期              |                                                               | 玉舟宗璠賛。重要文化財。                               |
| 芦雁図屏風                                                     | 紙本金地著色         | 六曲一双      |                   | 個人                           | 1641年（寛永18年）    |                                                               |                                                        |
| 郡馬図屏風                                                     | 紙本墨画淡彩         | 六曲一双      | 152.3x355（各）   | 岡山県立美術館                 | 寛永後半              |                                                               |                                                        |
| 四季耕作図屏風                                                 | 紙本墨画淡彩         | 六曲一双      |                   | 岡山県立美術館                 |                       |                                                               |                                                        |
| 瀟湘八景図屏風                                                 | 紙本墨画             | 六曲一双      | 149.9x356.4（各） | 北野天満宮                     |                       | 款記「雪舟四代雲谷等益筆」/「雲谷」印「等益」印               |                                                        |
| 瀟湘八景図屏風                                                 | 墨画                 | 六曲一隻      |                   | 萩博物館                       |                       |                                                               |                                                        |
| 山水図屏風                                                     | 紙本墨画淡彩         | 六曲一双      | 150.0x356.4（各） | 益田市立雪舟の郷記念館         |                       |                                                               |                                                        |
| 山水、人物、花鳥図押絵貼屏風                                   | 紙本著色             | 六曲一双      | 115.0x50.0（各）  | 益田市立雪舟の郷記念館         |                       |                                                               |                                                        |
| 龍虎図屏風                                                     | 紙本墨画金泥         | 六曲一双      |                   | 周南市美術博物館               |                       | 無款                                                          |                                                        |
| 瀟湘八景図屏風                                                 | 紙本墨画（一部金地） | 六曲一双      | 171.5x373.4（各） | メトロポリタン美術館           |                       |                                                               |                                                        |
| Zen Master with Meditation Staff, and Chinese-Style Landscapes | 紙本墨画             | 3幅対         | 107.6x42.9（各）  | メトロポリタン美術館           |                       |                                                               |                                                        |
| 陶淵明・林和靖図屏風                                           | 紙本墨画淡彩         | 六曲一双      | 155.7x360.4（各） | ハンブルク工芸美術館           |                       | 款記「雪舟四代雲谷等益筆」/「雲谷」白文瓢印・「等益」朱文方印 |                                                        |
| 花鳥図襖                                                       | 紙本墨画             | 襖3面         |                   | 樂美術館蔵（大徳寺碧玉庵伝来） |                       |                                                               | 画風から息子・等與の関与が考えられることから伝等益作品 |